# 未园
未园，为位于中国江苏省常州市钟楼区天皇堂弄的一座私家园林。
由木行商人钱永铨（字遴甫）建于民国九年至十二年（1920-1923），其门客许秉煜设计，园成后取钱氏自谦“尚未成园”之意而命名为未园，与近园、约园、意园并列为常州四大园林。1952年由常州市人民政府购入，作为淹城中学（现第三职业高级中学）的校园，1995年改属常州市少年科学艺术宫，1997年全面修复。
该园占地不大而布局精巧、曲折入胜，主要建筑有光裕堂、四宜厅、滴翠轩、乐鱼榭、垂虹桥、垂虹亭、挹爽亭和汲玉亭等，以居中的四宜厅为主要厅堂，厅前凿池并以怪石环列，池上立乐鱼榭，三面环水，可倚栏观鱼。园内植有香樟、银杏、罗汉松、黄杨、金桂等。